# Epeneto (scrittore)
Epeneto (in greco antico: Ἐπαίνετος?, Epàinetos; fl. I secolo a.C.) è stato uno scrittore greco antico di gastronomia, vissuto probabilmente nella prima metà del I secolo a.C..
Ateneo, che lo cita spesso, ha conservato i titoli di due sue opere:
- Manuale di cucina (Ὄψαρτντικός), del quale ha trasmesso dodici frammenti;[1]
- I pesci (Περὶπ Ἰχθίων), del quale resta un solo frammento.[2]

Epeneto si interessò anche di verdure ed erbe aromatiche e di animali velenosi.